# Sierra de Orce

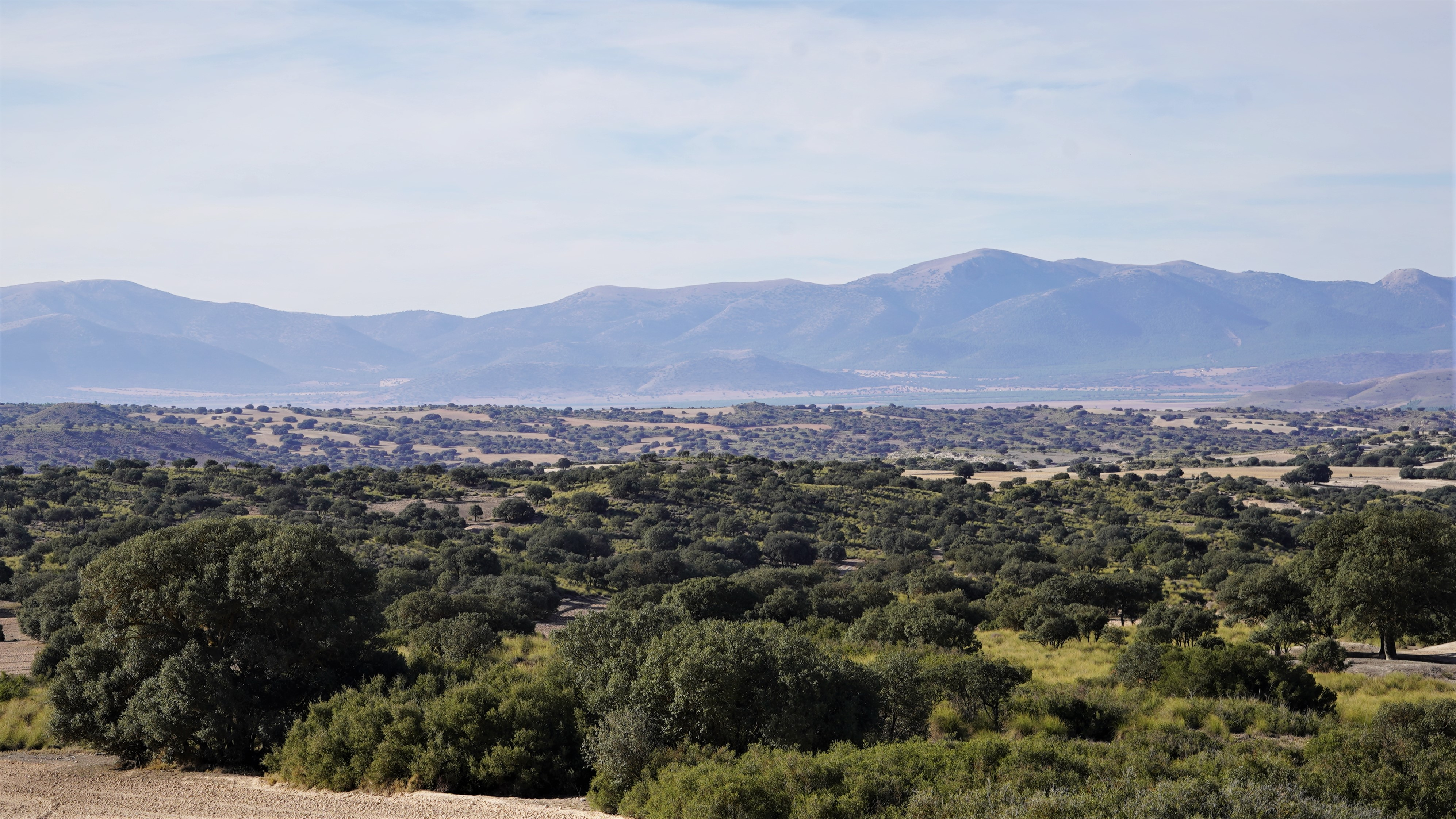
Vista de la Sierra de Orce desde Pinelo.Se observa en la parte derecha el pico Argerín.

La Sierra de Orce es un conjunto de elevaciones y picos de mediana altura, situadas al oeste de la Hoya de Baza, y al sureste del Altiplano Granadino, en la provincia de Granada, comunidad autónoma de Andalucía, España. Es limítrofe con la provincia de Almería.
Está situada en continuidad litológica con la sierra de María, con una vertiente sur seca y árida (enfrentada a la Sierra de las Estancias) y una cara septentrional con abundante vegetación y fauna. Su disposición es longitudinal este-oeste, y sus picos más elevados son el Argerín (1.826 msm), la Piedra Ingla (1.751) y el Perea (1.612). También se consideran Sierra de Orce las pequeñas montañas a su alrededor (Sierras de la Umbria y Taale). Se extiende por parte de los municipios de Orce, Cúllar y Chirivel, y tiene un clima extremo, muy frío en invierno y muy caluroso en verano, con escasas precipitaciones, siendo un poco más abundantes en la cara septentrional.
Existe una fauna variada, compartida con la Sierra de María, que es Parque natural : cabra montesa, jabalí, buitre leonado, águila real, águila culebrera, búho real, azor. Destaca la presencia de arrúis, especie de origen africano reintroducida recientemente desde la vecina Sierra Espuña (Murcia). La vegetación presente en esta sierra es principalmente encina, pino carrasco y pino laricio. Cabe destacar un pequeño bosque de quejigos que se encuentra en la parte más húmeda de la sierra, el Collado de los Robles 
Solo tiene dos fuentes importantes: La Tejera y la fuente del Argerín (con muy poca agua). El agua que recogen las escorrentías va a parar a fuentes más bajas, a la altura de Orce. Entre ellas La Mimbrera, Los Cuatro Caños, La Armá  (al-mahada), la Fuente de la Zarza y el manantial de Fuencaliente. 
El entorno de esta sierra presenta una gran concentración de asentamientos prehistóricos, entre los que destacan Fuente Nueva, Barranco León (donde se han identificado útiles de homínidos fechados en 1,2 y 1,3 millones de años) y Venta Micena, yacimiento en el que se encontró un fragmento de hueso del denominado Hombre de Orce, y cuya atribución está en discusión.